# مقاطعة غرين (آيوا)
مقاطعة غرين (بالإنجليزية: Greene County)‏ هي إحدى مقاطعات ولاية آيوا في الولايات المتحدة الأمريكية.

## أعلام
- جورج غاردنر
- ويليام كوك هانسون